# Detective (beroep)
Een detective is iemand die de bewijzen voor een civielrechtelijke of strafrechtelijke daad probeert te vinden. Een detective kan ook vermiste personen of zaken opsporen.

## Benaming
Detectives die in dienst van de politie zijn heten rechercheur of politierechercheur. Ook privédetectives noemen zich vaak rechercheur en scheppen daardoor opzettelijk onduidelijkheid over de vraag of zij politieambtenaar zijn of niet. De wettelijke benaming voor privédetective is particulier onderzoeker.
Een detectivebureau wordt ook wel een recherchebureau genoemd.

## België
In België worden detectives privédetectives genoemd, en nimmer rechercheur.
Zij zijn aan zeer strikte wettelijke normen gebonden. De opleiding voor detective duurt er twee jaar (meestal in de vorm van avondonderwijs) en een licentie is vereist. Deze wordt verstrekt door het ministerie, en wordt verleend indien de aanvrager een onberispelijk verleden heeft. De aanvrager wordt doorgelicht door staatsveiligheid alvorens hij aan de slag kan.
In België is elke vijf jaar bijscholing verplicht.

## Nederland
In Nederland is scholing ook verplicht. Na succesvol afronden van de opleiding kan een vergunning worden aangevraagd of kan iemand zich aansluiten als Particulier Onderzoeker bij een bestaand bureau. Elk detectivebureau in Nederland dient een geldig Particulier Onderzoeks Bureau (POB) nummer te hebben. Dit POB-nummer is een oplopend nummer en wordt uitgegeven door het Ministerie van Justitie en Veiligheid bij het verstrekken van de vergunning. Naast de vergunning wordt elke detective vooraf en daarna om de drie jaar gescreend waarna een persoonlijke gele pas wordt verstrekt door de politie, afdeling bijzondere wetten in de regio waar het bureau is gevestigd. Voor elk Nederlands detectivebureau is de Wet particuliere beveiligingsorganisaties en recherchebureaus (Wpbr) van toepassing. In Nederland is er 1 brancheorganisatie waar uitsluitend detective/recherchebureaus bij zijn aangesloten, dit is de Branchevereniging Voor Particuliere Onderzoeksbureaus, de BPOB.